# Đại Khuyển
Chòm sao Đại Khuyển 大犬 (phiên âm /ˌkeɪnɪs ˈmeɪdʒɚ/, Tiếng La Tinh:Canis Major nghĩa là con chó lớn) là một trong 48 chòm sao cổ điển của Ptolemy và là một trong 88 chòm sao hiện đại. Nó đại diện cho một trong những chú chó đi theo người thợ săn Lạp Hộ.
Chòm sao có diện tích trung bình này chứa ngôi sao sáng nhất bầu trời đêm là Sirius. Sirius là một trong các đỉnh của mảng sao tam giác mùa đông ở bắc bán cầu.

## Những đặc tính đáng chú ý
Sirius, ngôi sao alpha của chòm sao Đại Khuyển là ngôi sao sáng nhất trên bầu trời đêm, có thể quan sát được từ Trái Đất bên cạnh Mặt trời, Mặt Trăng, Sao Mộc và Sao Kim. Và nó cũng là một trong số những ngôi sao gần Trái Đất nhất. Tên của ngôi sao có nghĩa là thiêu đốt. Bắt nguồn từ cái nóng thiêu đốt của mùa hè xảy ra sau khi Sirius mọc cùng Mặt Trời. Người Hy Lạp cổ coi những thời gian đó của mùa hè như những ngày Chó, khi chỉ có chó mới đủ điên để đi ra ngoài trong nhiệt độ đó, dẫn đến việc ngôi sao được biết tới là ngôi sao Chó. Tiếp đến, chòm sao được đặt tên là Con chó lớn'.

## Thiên thể nổi tiếng trên bầu trời
Không có nhiều thiên thể sáng trong khu vực này của bầu trời. Chỉ có duy nhất thiên thể Messier bên trong chòm Đại Khuyển là Messier 41 (NGC 2287) cụm sao mở. Nó ở vị trí cách Sirius khoảng 4 độ về phía Nam. Messier 41 cách Trái Đất 2350 năm ánh sáng, bao gồm khoảng 8000 ngôi sao và có đường kính khoảng 24 năm ánh sáng. Nó cũng được ghi nhận là chứa một số sao lớp K. Dải sáng của Ngân Hà đi xuyên qua Đại Khuyển các thiên hà phía sau bị che phủ bới các đám mây bụi. Mặc dù vậy, vào năm 2003 Canis Major Dwarf, thiên hà vệ tinh gần Trái Đất nhất đã được tìm thấy trong chòm sao.

### Danh sách sao
Danh sách các sao trong Canis Major:
| Tên sao               | Tên viết tắt | Bán kính so với Mặt Trời |
| --------------------- | ------------ | ------------------------ |
| VY Canis Majoris      | VY CMa       | 1420                     |
| Beta Canis Majoris    | β CMa        | 9.7                      |
| Gamma Canis Majoris   | γ CMa        | 5.5                      |
| Sigma Canis Majoris   | σ CMa        | 420                      |
| Delta Canis Majoris   | δ CMa        | 215                      |
| Eplison Canis Majoris | ε CMa        | 13.9                     |
| Zeta Canis Majoris    | ζ CMa        | 7.7                      |
| Eta Canis Majors      | η CMa        | 56.3                     |
| Alpha Canis Majoris   | α CMa        | 1.711                    |

## Thần thoại
Từ xa xưa, chòm sao này đã được những người phương đông biết tới. In early European classical days, chòm sao này đại diện cho Laelaps, quà tặng từ Zeus đến Europa; hay là chó săn của Procris; hay thứ mà Aurora đã cho Cephalus, rất nổi tiếng nhờ tốc độ của nó mà Zeus đã đưa nó lên bầu trời. Thông thường nhất, Đại Khuyển (hay chỉ là ngôi sao Sirius) là con chó săn của Orion, đang theo đuổi thỏ rừng Lepus (chòm sao Thiên Thố) hay giúp đỡ Orion đánh nhau với bò đực Taurus (chòm sao Kim Ngưu) được Aratos, Homer và Hesiod đề cập tới trong các tác phẩm.
Thần thoại La Mã cũng đề cập tới Đại khuyển như Europae Custos, con chó bảo vệ Europa những không thể ngăn chặn được việc Europa bị bắt cóc của Jupiter trong hình dạng của một con bò mộng, và như Janitor Lethaeus con chó canh của địa ngục.